# Камшик (музикален инструмент)
Вижте пояснителната страница за други значения на Камшик.
Камшикът е музикален перкусионен инструмент от групата на дървените идиофони.
Състои се от две дървени летви, които в единия си край са съединени с панта, а от външната страна на свободния си край имат дръжки. От вътрешната страна са облицовани с плат.
Инструментът издава пляскащ звук, подобен на истински камшик.
Използва се в класическата музика.
Японски вариант на камшика е хиошиги. Използва се в традиционния японски театър и представлява две дебели къси блокчета от твърдо дърво или бамбук, свързани по същия начин, както камшика. Изпълнителите свирят в такт с музиката като постепенно започват да забързват докато се стигне до възможно най-бързото темпо.
Хиошиги се използва и за да анонсира започването на театрално представление.
Понякога в българската фолклорна музика се използват дървени лъжици, които се обръщат с гръб една към друга и се удрят. Звукът, който произвеждат е сходен с този на камшика.

## Произведения, в които се използва камшик
- Кшищоф Пендерецки – Симфония № 1
- Морис Равел – Концерт за пиано в сол мажор
- Густав Малер – Симфония № 5 и Симфония № 6
- Лирой Андерсън – Sleigh Ride
- Бенджамин Бритън – The Young Person's Guide to Orchestra